# Liste des œuvres d'art d'Orléans
Pour un article plus général, voir Liste des œuvres d'art du Loiret.

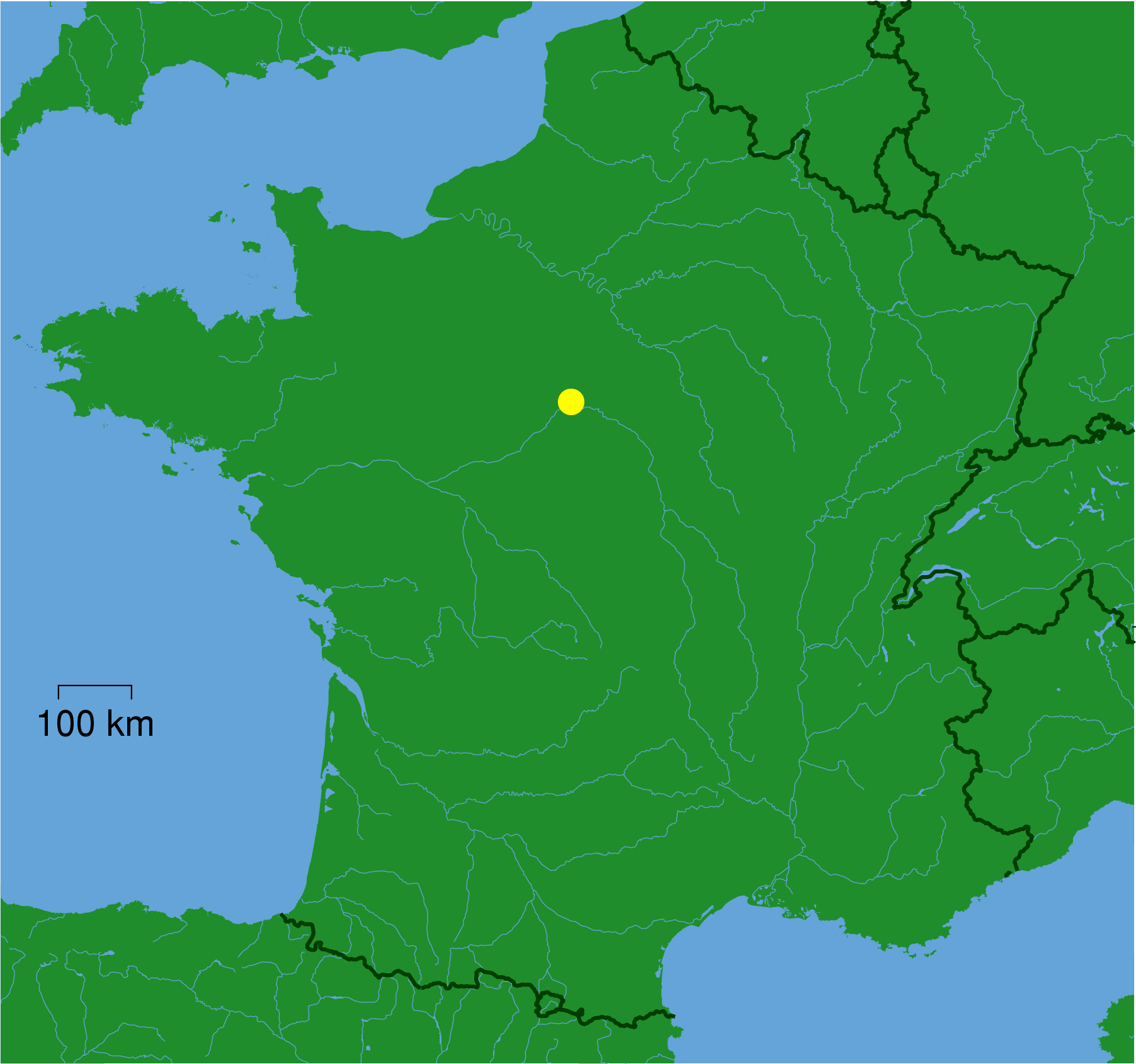
Situation d'Orléans (point jaune) sur une carte de France

Cet article vise à recenser les œuvres d'art public situées à Orléans, dans le département français du Loiret en région Centre-Val de Loire.

## Liste
Les œuvres sont classées par ordre chronologique d'installation, dans la mesure des informations disponibles. 

### Sculptures
| Œuvre                                       | Auteur                        | Localisation                                         | Notes | Installation | Coordonnées                      | Illustration                            |
| ------------------------------------------- | ----------------------------- | ---------------------------------------------------- | --- | ------------ | -------------------------------- | --------------------------------------- |
| Les Amants bleus                            | Michel Wohlfahrt              | Dans le parc Floral de la Source                     | | À déterminer | à géolocaliser                   | Image manquante                         |
| La Baigneuse                                | Paul Belmondo                 | Rue du Tabour                                        | | 1955         | 47° 54′ 01″ nord, 1° 54′ 14″ est | Image manquante                         |
| La Beauce                                   | André Bordes                  | Rue Paul-Belmondo                                    | | 1928         | 47° 54′ 08″ nord, 1° 54′ 32″ est | La Beauce                               |
| Jean Calvin                                 | Daniel Leclercq               | Rue du Cloître-Saint-Pierre-Empont                   | | 2009         | 47° 54′ 01″ nord, 1° 54′ 31″ est | Image manquante                         |
| Le Cerf                                     | Louis Leygue                  | Dans le parc Floral de la Source                     | | 1967         | à géolocaliser                   | Image manquante                         |
| Buste de Léon Chenault                      | Charles Million               | Dans le parc Louis-Pasteur                           | | 1931         | 47° 54′ 24″ nord, 1° 54′ 39″ est | Buste de Léon Chenault                  |
| Buste d'André Dessaux                       | À déterminer                  | Sur la place Gambetta                                | | À déterminer | 47° 54′ 27″ nord, 1° 54′ 05″ est | Image manquante                         |
| Deux Maisons                                | Joel Shapiro                  | Tramway                                              | | 2001         | 47° 54′ 24″ nord, 1° 54′ 12″ est | Image manquante                         |
| Buste d'Étienne Dolet                       | Edmond Van Den Noorgaete      | Dans le jardin de l'hôtel de ville                   | Représente Étienne Dolet. L'original en bronze, érigé en 1933 est fondu en 1942, dans le cadre de la mobilisation des métaux non ferreux.                                     | 1955         | 47° 54′ 10″ nord, 1° 54′ 27″ est | Buste d'Étienne Dolet                   |
| Femme nue terrassant l'Aigle                | Villeau                       | À déterminer                                         | | À déterminer | à géolocaliser                   | Image manquante                         |
| L'Homme au loup                             | Georges Jacquot               | Dans le parc Louis-Pasteur                           | | À déterminer | à géolocaliser                   | L'Homme au loup                         |
| Jeanne d'Arc                                | Maxime Didier                 | Dans le jardin de la maison de Jeanne d'Arc          | | À déterminer | 47° 54′ 03″ nord, 1° 54′ 09″ est | Image manquante                         |
| Monument à Jeanne d'Arc                     | Paul Belmondo, Raymond Martin | Sur la place Sainte-Croix                            | Bas-relief. | 1980         | à géolocaliser                   | Image manquante                         |
| Statue équestre de Jeanne d'Arc             | Denis Foyatier                | Sur la place du Martroi                              | Inscrit MH (2017). | 1855         | 47° 54′ 08″ nord, 1° 54′ 14″ est | Statue équestre de Jeanne d'Arc         |
| Jeanne d'Arc guerrière                      | Edme-François-Étienne Gois    | Sur la quai du Fort-des-Tourelles                    | Statue installée à l'origine en 1804 sur la place du Martroi, déplacée une première fois en 1856 à l'entrée du pont Royal, sur la rive gauche de la Loire. Inscrit MH (2017). | 1956         | 47° 53′ 41″ nord, 1° 54′ 22″ est | Jeanne d'Arc guerrière                  |
| Jeanne d'Arc priant Notre Dame des Miracles | Jeanne Champillou             | Sur la façade de la chapelle Notre-Dame-des-Miracles | Bas-relief. | 1972         | 47° 54′ 00″ nord, 1° 54′ 08″ est | Image manquante                         |
| Jeanne d'Arc en prière                      | Marie d'Orléans               | Hôtel Groslot                                        | | À déterminer | 47° 54′ 09″ nord, 1° 54′ 30″ est | Jeanne d'Arc en prière                  |
| La Jeunesse                                 | René Collamarini              | Dans le parc Floral de la Source                     | | À déterminer | à géolocaliser                   | La Jeunesse                             |
| La Loire                                    | Hubert Yencesse               | Rue Parisie                                          | | 1980         | 47° 54′ 04″ nord, 1° 54′ 33″ est | Image manquante                         |
| Hommage à Lavoisier                         | Roger Toulouse                | Avenue Jean-Zay                                      | | À déterminer | à géolocaliser                   | Image manquante                         |
| Lions couchés                               | Louis-Alexandre Romagnesi     | Palais de justice                                    | | 1824         | 47° 54′ 17″ nord, 1° 54′ 21″ est | Lions couchés                           |
| La Maison close                             | Jean-Marc Bustamante          | Tramway                                              | | 2000         | 47° 50′ 36″ nord, 1° 55′ 30″ est | Image manquante                         |
| Le Pavillon aux poissons                    | Helmut Federle (en)           | Tramway                                              | | 2002         | à géolocaliser                   | Image manquante                         |
| Buste de Charles Péguy                      | Paul Niclausse                | Dans le square Charles-Péguy                         | Représente Charles Péguy. Inscrit MH (2017). | 1930         | 47° 54′ 04″ nord, 1° 55′ 12″ est | Image manquante                         |
| Pensive                                     | Antoniucci Volti              | Musée des beaux-arts                                 | | 1985         | 47° 54′ 09″ nord, 1° 54′ 35″ est | Image manquante                         |
| Porte de l'ancienne église Saint-Samson     | À déterminer                  | Dans le parc Louis-Pasteur                           | | À déterminer | 47° 54′ 28″ nord, 1° 54′ 45″ est | Porte de l'ancienne église Saint-Samson |
| Les Portes                                  | Michèle Saint-Rémy            | Dans le parc Floral de la Source                     | | À déterminer | à géolocaliser                   | Image manquante                         |
| Le Premier Toit                             | Maxime Real del Sarte         | Dans le parc Louis-Pasteur                           | Inscrit MH (2017). | À déterminer | 47° 54′ 26″ nord, 1° 54′ 45″ est | Le Premier Toit                         |
| Buste de Fernand Rabier                     | Charles Million               | Sur la place Halmagrand                              | | 1935         | 47° 54′ 17″ nord, 1° 54′ 34″ est | Image manquante                         |
| Monument à la République                    | Hubert Yencesse               | Sur la place de la République                        | Remplace une statue de Louis Roguet érigée en 1849 et fondue en 1942. | 1945         | 47° 54′ 05″ nord, 1° 54′ 22″ est | Monument à la République                |
| Rêverie                                     | Joseph de Nogent              | Dans le jardin des plantes                           | | 1867         | à géolocaliser                   | Rêverie                                 |
| La Sculpture                                | Léon Fagel                    | Dans le parc Louis-Pasteur                           | | À déterminer | 47° 54′ 27″ nord, 1° 54′ 39″ est | La Sculpture                            |
| La Source                                   | Antoniucci Volti              | Dans le parc Floral de la Source                     | | À déterminer | à géolocaliser                   | Image manquante                         |
| La Tontine                                  | Éric Renault                  | Dans le parc Floral de la Source                     | | 2010         | à géolocaliser                   | Image manquante                         |
| La Tour couronnée                           | Élisabeth Ballet              | Tramway                                              | | 2001         | 47° 54′ 08″ nord, 1° 54′ 21″ est | Image manquante                         |

### Fontaines
| Œuvre                              | Auteur                  | Localisation               | Notes              | Installation | Coordonnées                      | Illustration                       |
| ---------------------------------- | ----------------------- | -------------------------- | ------------------ | ------------ | -------------------------------- | ---------------------------------- |
| Fontaine du jardin des plantes     | À déterminer            | Dans le jardin des plantes |                    | À déterminer | 47° 53′ 31″ nord, 1° 53′ 51″ est | Fontaine du jardin des plantes     |
| Fontaines de la place Sainte-Croix | À déterminer            | Sur la place Sainte-Croix  | Deux fontaines.    | À déterminer | 47° 54′ 07″ nord, 1° 54′ 31″ est | Fontaines de la place Sainte-Croix |
| La Source humaine                  | Félix Charpentier       | Dans le parc Louis-Pasteur | Inscrit MH (2017). | À déterminer | 47° 54′ 29″ nord, 1° 54′ 43″ est | La Source humaine                  |
| Fontaine des Trois Grâces          | À déterminer            | Sur la place Gambetta      |                    | À déterminer | 47° 54′ 26″ nord, 1° 54′ 06″ est | Image manquante                    |
| Fontaine Wallace                   | Charles-Auguste Lebourg | Rue Louis-Roguet           |                    | À déterminer | 47° 54′ 00″ nord, 1° 54′ 23″ est | Image manquante                    |